# The Anchor Hotel
The Anchor Hotel es una película pornográfica gay de 1997, dirigida por Kristen Bjorn. Tiene una duración de 115 minutos y cuenta con 23 hombres. Este video se centra en marineros militares que se encuentran en Miami y luego tienen relaciones sexuales en habitaciones de hotel. La película ha sido ampliamente elogiada y honrada con varios premios.

## Escenas
1. Mark Anthony, Pedro Pandilla y Rafael Pérez en un trío.
2. Dean Spencer, Andras Garotni e Ivan Cseska en un trío.
3. El hombre en la escena solista; Sasha Borov, Sandor Vesanyi, Ferenc Botos y Gabor Szabo en un cuarteto.
4. Antonio DiMarco y otros nueve hombres, entre ellos cinco enmascarados, en orgía vudú.
5. Igor Natenko y Karl Letovski.

## Recepción
Adam Gay Video Directory calificó a The Anchor Hotel con cinco estrellas y lo llamó una colaboración de "todas las marcas registradas de Bjorn". Keeneye Reeves de TLA Video y la revista Gay Chicago calificó este video con cuatro estrellas. Brad Benedict de Ambush MAG lo elogió como "dos horas de chicos hermosos". El crítico del sitio web Frisky Fans lo calificó con cuatro de cinco estrellas, verificó que los hombres usaran condones durante las escenas de sexo y lo elogió con una "trama minimalista". Sin embargo, encontró la escena de la orgía la "más débil", incluso con "chicos guapos" involucrados. Dos revisores de Rad Video elogiaron mucho este video. Uno de ellos, Tim Evanson, lo llamó la redención de Bjorn de sus últimas películas, que Evanson condenó, pero negó la escena del cuarteto como débil y notó la falta de erección de algunos hombres durante la escena de la orgía.
En los Premios Grabby de 1997 recibió el premio al "Mejor video internacional", y Kristen Bjorn ganó el premio al "Mejor director" por este y otros dos vídeos.